# Rivers of Joy Tour
Die Rivers of Joy Tour war die erste Tour der deutschen Girlgroup No Angels. Die Tour fand zwischen dem 19. Oktober und 10. Dezember 2001 in Deutschland, Österreich und der Schweiz statt. Mit der Tour wurde das Studioalbum Elle’ments beworben.

## Hintergrund
Nach ihrer kurzen Disco-Tour durch Diskotheken verschiedener Städte in Deutschland und der Schweiz sowie einer Deutschlandtournee im Vorprogramm von DJ Bobo und Westlife traten die No Angels anschließend im Rahmen ihrer eigenen Rivers of Joy Tour von Oktober bis Dezember 2001 in mehr als 30 Städten innerhalb Deutschlands, Österreichs und der Schweiz auf. Das erste Konzert in Siegen war als Generalprobe geplant. Da es nach kurzer Zeit ausverkauft war, wurde kurzfristig ein weiteres Konzert einen Tag später in Siegen angesetzt. Die Band präsentierte die Songs ihres ersten Studioalbums Elle’ments. Vorgruppe der No Angels war die schwedische Popband A*Teens und der Sänger Ben McCosker.
Die Tour wurde begleitet von einer „regelrechte[n] Hysterie“: Fans verfolgten z. B. den Tourbus der No Angels auf der Autobahn nach ihrem Konzert in Ludwigshafen. Erst durch einen Polizeieinsatz konnte die Situation aufgelöst werden. Die No Angels reagierten betroffen und baten auf ihrer offiziellen Website, von Verfolgungsjagden zur Sicherung der Gesundheit aller Beteiligter abzusehen.
Mitschnitte von sechs Songs der Konzerte in Braunschweig und Magdeburg wurden auf der DVD No Angels veröffentlicht: Rivers of Joy, Faith Can Move a Mountain, When the Angels Sing, Daylight in Your Eyes, There Must be an Angel und Reason.

## Setlist
1. Rivers of Joy
2. Be My Man
3. Send Me Flowers
4. Cold as Ice
5. Baby can I Hold You (Tracy Chapman) – Solo von Jessica Wahls
6. Everything (Mary J. Blige) – Solo von Nadja Benaissa
7. You Could be the First
8. Promises can Wait
9. Faith can Move A Mountain
10. When the Angels Sing
11. Genio Atrapado (Christina Aguilera) – Solo von Vanessa Petruo
12. River Deep, Mountain High (Ike & Tina Turner) – Solo von Lucy Diakovska
13. Try Again/If Your Girl Only Knew (Aaliyah) – Solo von Sandy Mölling
14. Daylight in Your Eyes
15. There Must Be an Angel
16. That’s the Reason
17. Rivers of Joy Reprise

## Tourdaten
| Datum             | Stadt             | Veranstaltungsort             |
| ----------------- | ----------------- | ----------------------------- |
| 19. Oktober 2001  | Siegen            | Siegerlandhalle               |
| 20. Oktober 2001  | Siegen            | Siegerlandhalle               |
| 21. Oktober 2001  | Ludwigshafen      | Eberthalle                    |
| 22. Oktober 2001  | Würzburg          | Carl-Diem-Halle               |
| 24. Oktober 2001  | Oberhausen        | König-Pilsener-Arena          |
| 26. Oktober 2001  | Berlin            | Arena Berlin                  |
| 27. Oktober 2001  | Hannover          | Preussag Arena                |
| 28. Oktober 2001  | Köln              | Palladium                     |
| 29. Oktober 2001  | Hamburg           | Congress Center Hamburg       |
| 31. Oktober 2001  | Erfurt            | Thüringenhalle                |
| 3. November 2001  | Böblingen         | Sporthalle Böblingen          |
| 4. November 2001  | Frankfurt am Main | Jahrhunderthalle              |
| 5. November 2001  | Frankfurt am Main | Jahrhunderthalle              |
| 6. November 2001  | Kassel            | Rundsporthalle Baunatal       |
| 7. November 2001  | Münster           | Halle Münsterland             |
| 9. November 2001  | Zwickau           | Stadthalle Zwickau            |
| 11. November 2001 | Nürnberg          | Frankenhalle                  |
| 12. November 2001 | München           | Zenith                        |
| 13. November 2001 | Wien              | Gasometer                     |
| 25. November 2001 | Bremen            | Stadthalle Bremen             |
| 26. November 2001 | Hamburg           | Congress Center Hamburg       |
| 28. November 2001 | Regensburg        | Donau-Arena                   |
| 30. November 2001 | Leipzig           | Messehalle                    |
| 2. Dezember 2001  | Braunschweig      | Volkswagen Halle Braunschweig |
| 4. Dezember 2001  | Magdeburg         | GETEC Arena                   |
| 5. Dezember 2001  | Rostock           | Stadthalle Rostock            |
| 6. Dezember 2001  | Berlin            | Arena Berlin                  |
| 7. Dezember 2001  | Koblenz           | Sporthalle Oberwerth          |
| 10. Dezember 2001 | Zürich            | Volkshaus                     |

## Rezeption
- Rhein-Zeitung: „Erstaunlich erwachsen – und erstaunlich gut“[6]
- Berliner Zeitung: „Die No Angels können nicht nur in Videos lächeln, sondern auch live bestehen. Operation gelungen!“[7]